# Upplands runinskrifter 622
Upplands runinskrifter 622 är en vikingatida runsten av mörkgrå granit i Härnevi, Bro socken och Upplands-Bro kommun. Runstenen är 1,6 meter hög, 0,9 meter bred och 0,4 meter tjock. Runhöjden är 7-8 centimeter. Flyttad år 1913 till nuvarande plats, på prästgårdens gårdsplan.

## Inskriften
Translitterering av runraden:
' kunhi... ... eft[i]ʀ ' sun sn · hursefn(i) · [auk ·] oithafþ[a] uþ --b uil
Normalisering till runsvenska:
Gunnhi[ldr] ... æftiʀ sun sinn Horsæfni(?) ok Hvithofða. Guð [hial]p(?) uil.
Översättning till nusvenska:
Gunnhild ... efter sin son Horsämne(?) och Vithövde, Gud hjälp(?) ...
Stenen är skadad och ristningen vittrad, men namnet "Gunnhild" är helt säkert. Det är utan tvivel samma Gunnhild som finns omnämnd i inskriften på U 621. De båda stenarna har från början varit resta på samma plats.